# بوبا ماكدويل
بوبا ماكدويل (بالإنجليزية: Bubba McDowell)‏ هو لاعب كرة قدم أمريكية أمريكي، ولد في 4 نوفمبر 1966 في فورت جاينز في الولايات المتحدة.

## وصلات خارجية
- بوبا ماكدويل على موقع مرجع كرة القدم المحترفة.كوم (الإنجليزية)